# Kulcs
Kulcs é um município da Hungria, situado no condado de Fejér. Tem 16,73 km² de área e sua população em 2015 foi estimada em 2.735 habitantes.